# 현악 사중주 15번 (베토벤)
《현악 사중주 15번 가단조, 작품 번호 132》는 루트비히 판 베토벤에 의해 쓰인 현악 사중주이다.

## 개요
이 작품이 쓰인 시기는 1823년에서 1825년 사이로, 베토벤이 니콜라이 갈리친 공작의 의뢰를 완수하기 위해 쓴 세 개의 사중주 중 두 번째로 완성된 것이었다. 《12번 사중주, 작품 번호 127》이 처음으로 완료되었고, 이어 이 사중주가 뒤따랐으며, 《13번 사중주, 작품 번호 130》이 마지막으로 완료되었다.
완성된 작품의 공개 초연은 1825년 11월 6일에 빈에서 슈판치히 사중주단에 의해 이루어졌다. 베토벤의 조카 카를은 이 초연에 관하여 그의 삼촌에게 이렇게 말했다: "사중주는 많은 박수를 받았습니다. 그것은 매우 조화로웠고, 링케는 그 어느 때보다 잘 연주했습니다." 악보의 초판은 베토벤의 사망 이후인 1827년 4월에 마인츠의 쇼트 출판사를 통해 간행되었다(출판 순서로는 열 다섯번째이지만, 작곡 순서로는 열 세번째이다). 헌정은 작품을 의뢰한 니콜라이 갈리친 공작에게 이루어지고 있다.
이 사중주는 제3악장의 악보에 적힌 메모(실제로는 프랑스어)로 인해 "성스러운 감사의 노래"(Heiliger Dankgesang)라는 별칭이 붙여졌다. 메모와 함께 작품의 작곡 시점에서 분명히 소리를 듣지 못하는 위기를 안전하게 추론할 수 있는데, 이는 베토벤이 1825년 4월부터 그해 8월까지 겪은 긴 질병과 관련이 있다. 이 시기에 베토벤은 이 사중주의 2악장까지 작업하고 병상에 눕게 되어 작업을 중단했으며, 그 병, 아니 그보다 더 정확히 말하면, 그 병으로부터 회복된 그의 병은 베토벤이 "건강을 회복한 자가 신에게 감사하는 신성한 노래, 리디안 선법을 따름"이라고 불렀던 15번 사중주의 깊이가 느껴지는 느린 악장을 착수하게 한 것으로 기억되었다. 작곡가는 병에 걸린 동안 자신의 감정을 묘사하려고 하지 않았다. 오히려 그는 자신의 생명을 위협하는 질병의 증상이라고 느꼈을, 고통과 괴로움을 극복한 것에 대해 숙고하고, 이 악보에 감사를 표했다.

## 악장 구성
작품은 전 다섯 개의 악장으로 이루어져 있으며, 총 연주 소요 시간은 50분 정도이다.

### 제1악장. 아사이 소스테누토 — 알레그로
"2/2 박자 — 4/4 박자", 가단조, 서주가 있는 소나타 형식, 10분 소요.
14번 사중주와 같이, 짧지만 완만한 서주가 작품 전체와 대푸가에도 등장하는 동기의 기초가 된다. 제1악장의 이례적인 악곡 구성에 대해 로저 세션스는 표준 소나타 형식과는 달리 제시부가 삼중 구조로 되어 있다고 논했다.

### 제2악장. 알레그로 마 논 탄토
3/4 박자, 가장조, 세도막 형식, 10분 소요.

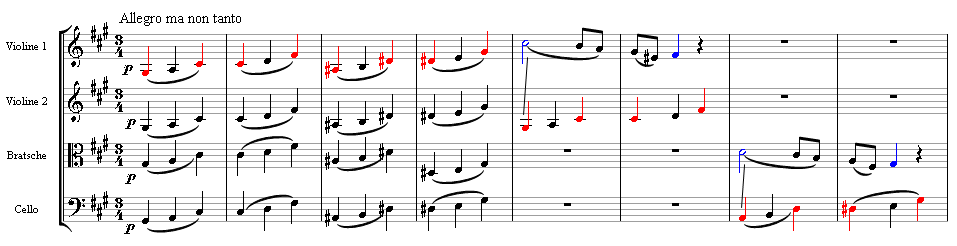
2악장의 서두

교향곡 3번 이후 베토벤이 되풀이 해 온 스케르초 보다는 오히려 트리오가 달린 미뉴에트라고 보아야 할 것이다. 트리오는 으뜸음(여기에서는 "라")의 보속음 위에 선율이 연주되기 때문에 뮤제트를 연상시킨다.

### 제3악장. 건강을 회복한 자가 신에게 감사하는 신성한 노래, 리디안 선법을 따름 (몰토 아다지오) — 새로운 힘을 느끼네 (안단테) — 몰토 아다지오 — 안단테 — 몰토 아다지오 (가장 깊은 느낌으로)
4/4 박자, 가단조. 바조(바調)의 리디안 선법, 다섯도막 형식, 20분 소요.
가장 긴 제목에 20분 가량의 가장 긴 연주 시간을 갖고 있는 악장이다. 전체 악장에서 클라이맥스에 위치한 악장으로, "건강을 회복한 자가 신에게 감사하는 신성한 노래"(Heiliger Dankgesang eines Genesenen an die Gottheit)라고 하는 느린 바조(바調)의 리디안 선법에 의한 부분과 좀 더 빠른 라장조 부분의 "새로운 힘을 느끼네"(Neue Kraft fühlend)의 전환으로 구성된다. 악장의 제목은 이 사중주의 제2악장을 완료하고 병상에 눕게 된 베토벤이 두려워 했던 그 중병에서 쾌유한 후에 작곡을 이어나간 것에서 기인한 것이다. 실제로 그는 작금에 거의 치명적인 질병에서 살아 남았다. 그는 많은 사람들이 서양 음악의 정상을 형성한다고 믿는 그의 이 말기 현악 사중주를 마치고 2년 후 세상을 떠났다. 베토벤의 열 여섯개의 현악 사중주는 많은 감정가들에 의해 인간의 가장 위대한 예술적 업적 중 하나로 간주된다. 그리고 이 특별한 악장은 아마도 여전히 작곡을 한 천재의 가장 위대한 작품이라고 생각한다. 섬세한 아름다움에 숨이 멎을듯한 이 악장은 단순히 신에게 바치는 찬송가가 아니라, 그가 저주받은 귀머거리에도 불구하고 창조주와의 화평(和平)을 이루는, 신과 사람 사이의 조용한 대화를 암시한다.

### 제4악장. 알라 마르시아, 아사이 비바체 — 피우 알레그로 (아타카)
4/4 박자, 가장조, 두도막 형식, 3분 소요.
짧은 간주곡이다. 행진곡 풍의 전반부 뒤에 레치타티보 풍의 악구가 있고, 바로 종악장으로 이어진다.

### 제5악장. 알레그로 아파시오나토 — 프레스토
2/4 박자, 가단조. 론도 형식, 7분 소요.
베토벤의 스케치장에는 가단조의 론도 주제로서 비슷한 주제가 있었는데, 이것은 당초에는 교향곡 9번의 포기된 기악으로, 종악장으로 계획했던 것 같다. 두 가지 형태의 코다에서 가장조로 바뀌어 끝난다.

## 영향
어떤 사람들은 이 사중주를 토머스 스턴스 엘리엇이 그의 장시, "네 개의 사중주"를 쓰게 한 자극제였다고 여긴다. 확실히 스티븐 스펜더에게 보낸 그의 편지에서는 축음기에 베토벤의 사중주 가단조를 소유한 것으로 기록되었다: "'배울 게 무궁무진하다고 생각합니다. 엄청난 고통을 겪은 후에 화해와 안도의 결실을 맺은 것이라고 생각할 수 있는 그의 후기 일들에 관하여 일종의 천상의, 또는 적어도 인간 이상의 유쾌함이 있습니다. 나 또한 죽기 전에 시로 그 같은 것을 넣고 싶습니다."
올더스 헉슬리는 그의 소설 "연애 대위법"에서 등장 인물인 모리스 스팬드럴의 죽음/자살과 관련하여 후반부에 이 사중주에 대한 광범위한 언급과 설명을 한다.

## 같이 보기
- 후기 현악 사중주 (베토벤)
- 베토벤의 현악 사중주
- 현악 사중주